# ۸٬۱-نفتیریدین
۸٬۱-نفتیریدین(به انگلیسی: 1,8-Naphthyridine) یک ترکیب آلی با فرمول C۸H۶N۲ است. این ترکیب یکی از شش ایزومر نفتریتیدین، زیرمجموعه دی‌آزانفتالنها با دو اتم نیتروژن در حلقه‌های جداگانه است که به خوبی مورد مطالعه قرار گرفته‌است. انوکساسین، نالیدیکسیک اسید، و ترووافلوکساسین مشتقات ۸٬۱-نفتیریدین با خواص ضد باکتریایی مربوط به فلوروکینولون‌ها می‌باشند.

## شیمی کوئوردیناسیون
با پهلوگیری مراکز نیتروژن، ۸٬۱-نفتیریدین به عنوان یک لیگاند دودندانه در کمپلکس‌های شیمیایی عمل می‌کند.